# 傑賽普國際法模擬法庭辯論賽
傑賽普國際法模擬法庭辯論賽（英文：Philip C. Jessup International Law Moot Court Competition；Jessup Moot；简称 JESSUP），每年都吸引来自80多个不同国家的500多所法学院参加比赛。其竞赛内容是模拟在国际法院面前进行国家间纠纷的國際法相關诉讼。
傑賽普国际模拟法庭大赛的名称是命名自曾就职于國際法院的菲利普·傑賽普。该竞赛现由国际法学院学生联盟（International Law Students Association）主办。

## 竞赛地点
该竞赛的国际竞赛回合（决赛）一般于每年四月的第一个星期于美国华盛顿特区举办。这一比赛时间的安排是为了与每年一度的美国国际法协会大会同时举行。

## 竞赛形式
这一比赛的主要形式是对一个模拟的国际法案件在国际法庭面前进行诉讼。假设的案件一般是关于国际法问题。例如，最近幾场比赛的案件主要包括国际司法管辖权，国际刑事法庭，国际婚姻法，人权等问题。
每支参赛队一般包括五名参赛者（最少两名）。每支参赛队都要先代表原告进行诉讼，再反过来代表被告进行诉讼，并且为原被告双方做出书面的备忘录。每个回合中，两支参赛队伍经过随即选择，分别代表原被告一方进行诉讼，有时会由另外一支参赛队伍出任法庭成员。
该比赛对于参赛队的组织形式没有特别的规定。有时候，一支参赛队可能由两名选手代表原告进行口头辩论，再选出两名代表被告，而第五名只是作为记录员和候补选手，并提供一些资料和研究支持。有时候，一支参赛队可能一共只有两个或者三个人参与口头辩论，这样至少有一个人会既代表原告，之后又代表被告。
此外，大部分参赛队还有一名教练。教练一般在竞赛开始一年前就开始帮选手进行准备和训练。教练一般由大学的国际法教授或者以前的參賽选手来担任。

## 参赛队的选拔
在国际竞赛回合，一个国家一般拥有一到两个代表队。因此，大部分国家会在本国举办预选赛来选拔出最优秀的队伍代表该国到华盛顿特区参加比赛。例如，在加拿大和俄罗斯，各大学首先要参加由偉凱律師事務所所赞助举办的国内比赛。其实，賽事的主办方謝爾曼·思特靈除了赞助在华盛顿特区举办的国际竞賽回合，也会赞助一些国内级别的选拔赛。
考虑到最终的决赛是用英语进行的，而且任何希望用其他语言进行比赛的队伍都需要自己提供翻译，因此大部分国家的国内预选赛都是用英语进行的。各国国内比赛的赢家将会代表本国参加在华盛顿特区的决赛。

## 历史上的冠亞军和紀錄

### 全球赛
| 年份 | 冠军                             | 亚军                           |
| ---- | -------------------------------- | ------------------------------ |
| 1960 | 无冠军                           | —                              |
| 1961 | 无冠军                           | —                              |
| 1962 | 无冠军                           | —                              |
| 1963 | 哥伦比亚大学（美）               | 北卡羅來納大學教堂山校區（美） |
| 1964 | 德克薩斯大學（美）               | 匹茲堡大學（美）               |
| 1965 | 哥伦比亚大学（美）               | 弗吉尼亚大学（美）             |
| 1966 | 德克薩斯大學（美）               | 威斯康星大学（美）             |
| 1967 | 范德堡大学（美）                 | 哈佛大学法学院（美）           |
| 1968 | 杜克大学（美）                   | 邁阿密大學（美）               |
| 1969 | 罗格斯大学（美）密歇根大学（美） | —                              |
| 1970 | 邁阿密大學（美）                 | 肯塔基大学（美）               |
| 1971 | 德克薩斯大學（美）               | 加利福尼亞大學戴維斯分校（美） |
| 1972 | 邁阿密大學（美）                 | 阿迪斯阿貝巴大學（伊索比亞）   |
| 1973 | 西弗吉尼亚大学（美）             | 布鲁内尔大学（英）             |
| 1974 | 德克萨斯大学（美）               | 阿迪斯阿貝巴大學（伊索比亞）   |
| 1975 | 剑桥大学（英）                   | 乔治城大学（美）               |
| 1976 | 多伦多大学（加）                 | 美利坚大学華盛頓法學院（美）   |
| 1977 | 堪萨斯大学（美）                 | 多伦多大学（加）               |
| 1978 | 布鲁克林法学院（美）             | 多伦多大学（加）               |
| 1979 | 西北大学（美）                   | 阿德莱德大学（澳）             |
| 1980 | 乔治城大学（美）                 | 新加坡国立大学（新）           |
| 1981 | 澳大利亚国立大学（澳）           | 太平洋大学（美）               |
| 1982 | 新加坡国立大学（新）             | 太平洋大学（美）               |
| 1983 | 堪萨斯大学（美）                 | 新加坡国立大学（新）           |
| 1984 | 达尔豪西大学（加）               | 南德克萨斯法学院（美）         |
| 1985 | 新加坡国立大学（新）             | 西南大学（美）                 |
| 1986 | 波士顿学院（美）                 | 新加坡国立大学（新）           |
| 1987 | 乔治城大学（美）                 | 鲁汶天主教大学（比）           |
| 1988 | 墨尔本大学（澳）                 | 新加坡国立大学（新）           |
| 1989 | 不列颠哥伦比亚大学（加）         | 墨尔本大学（澳）               |
| 1990 | 乔治亚大学（美）                 | 多伦多大学（加）               |
| 1991 | 萨斯喀彻温大学（加）             | 乔治亚大学（美）               |
| 1992 | 巴黎第一大学（法）               | 新加坡国立大学（新）           |
| 1993 | 墨尔本大学（澳）                 | 夏威夷大学（美）               |
| 1994 | 新加坡国立大学（新）             | 墨尔本大学（澳）               |
| 1995 | 菲律宾大学（菲）                 | 西澳大学（澳）                 |
| 1996 | 悉尼大学（澳）                   | 新加坡国立大学（新）           |
| 1997 | 安德烈斯·貝約天主教大學（委）    | 卡尔加里大学（加）             |
| 1998 | 墨西哥国立自治大学（墨）         | 澳大利亚国立大学（澳）         |
| 1999 | 國立印度大学法学院（印度）       | 普利托利亞大學（南非）         |
| 2000 | 墨尔本大学（澳）                 | 安德烈斯·貝約天主教大學（委）  |
| 2001 | 新加坡国立大学（新）             | 安德烈斯·貝約天主教大學（委）  |
| 2002 | 金山大學（南非）                 | 西澳大学（澳）                 |
| 2003 | 西澳大学（澳）                   | 馬里州立大學（俄）             |
| 2004 | 馬尼拉雅典耀大学（菲）           | 新加坡国立大学（新）           |
| 2005 | 昆士兰大学（澳）                 | 馬來西亞國際伊斯蘭大學（马）   |
| 2006 | 哥伦比亚大学（美）               | 安德烈斯·貝約天主教大學（委）  |
| 2007 | 悉尼大学（澳）                   | 伦敦国王学院（英）             |
| 2008 | 凯斯西储大学（美）               | 新南威尔士大学（澳）           |
| 2009 | 安第斯大學（哥伦比亚）           | 伦敦大学学院（英）             |
| 2010 | 澳大利亚国立大学（澳）           | 哥伦比亚大学（美）             |
| 2011 | 雪梨大学（澳）                   | 哥伦比亚大学（美）             |
| 2012 | 莫斯科國立大學（俄）             | 哥倫比亞大學（美）             |
| 2013 | 印度大學國家法學院（印度）       | 新加坡管理大學（新）           |
| 2014 | 昆士蘭大學（澳）                 | 新加坡管理大學（新）           |
| 2015 | 雪梨大學（澳）                   | 智利天主教大學（智）           |
| 2016 | 布宜諾斯艾利斯大學（阿根廷）     | 賓州大學（美）                 |
| 2017 | 雪梨大學（澳）                   | 諾曼·曼利法學院（牙買加）      |
| 2018 | 昆士蘭大學（澳）                 | 印度大學國家法學院（印度）     |
| 2019 | 羅蘭大學（匈）                   | 哥倫比亞大學（美）             |
| 2020 | 因嚴重特殊傳染性肺炎取消         | 因嚴重特殊傳染性肺炎取消       |
| 2021 | 雪梨大學（澳）                   | 新加坡國立大學（新）           |
| 2022 | 哈佛大學（美）                   | 新加坡管理大學（新）           |
| 2023 | 阿姆斯特丹大學                   | 北京大學                       |

### 多次奪冠大學
| 大學                       | 次數 |
| -------------------------- | ---- |
| 雪梨大學（澳）             | 6    |
| 新加坡國立大學（新）       | 4    |
| 墨爾本大學（澳）           | 3    |
| 昆士蘭大學（澳）           | 3    |
| 澳洲國立大學（澳）         | 2    |
| 邁阿密大學（美）           | 2    |
| 喬治城大學（美）           | 2    |
| 德克薩斯大學（美）         | 2    |
| 堪薩斯大學（美）           | 2    |
| 印度大學國家法學院（印度） | 2    |

## 外部連結
- YouTube上的Philip C. Jessup International Law Moot Court Competition, 2005 FINAL ROUND
- The Philip C. Jessup International Law Moot Court Competition registration and schedule （页面存档备份，存于）
- ICJ Presidents H.E. Rosalyn Higgins and H.E. Stephen M. Schwebel at the ILSA-ASIL Gala Dinner Celebrating the 50th Anniversary of the Philip C. Jessup International Law Moot Court Competition on 27 March 2009 and Jessup's 50th Anniversary Honorary Committee and 50th Jessup Video and 50th Jessup Programme and （页面存档备份，存于） Prize for "Best Jessup Oralist" Launched in Honour of Former ICJ President Stephen M. Schwebel at [https://web.archive.org/web/20090310214600/http://am2009.asil.org/index.cfm the 103rd ASIL Annual Meeting on International Law as Law, Held in Fairmont Hotel, Washington, D.C., 25–28 March 2009